# Симони, Симон
Симон Симони (алб. Simon Simoni; род. 14 июля 2004, Лежа) — албанский футболист, вратарь франкфуртского «Айнтрахта», выступающий на правах аренды за «Кайзерслаутерн».

## Клубная карьера
Симони — воспитанник клубов «Беселидья» и «Шенколи». В составе последних провёл четыре матча. В августе 2021 года на правах свободного агента стал игроком тиранского «Динамо». 17 декабря в матче против «Влазнии» он дебютировал в чемпионате Албании.
В январе 2023 года Симон стал игроком франкфуртского «Айнтрахта». Сумма трансфера составила около 600 тысяч евро. 5 августа в поединке против «Фрайберга» он дебютировал в Региональной лиге.